# 想いの届く日
「想いの届く日」（おもいのとどくひ、西: El día que me quieras）は、カルロス・ガルデルが作曲したタンゴの楽曲。

## 概要
アルフレード・レ・ペラの歌詞がついている。ちなみに、タンゴのポルウナ・カベサも、ガルデル作曲、レ・ペラ作詞の曲である。
ガルデル主演の1935年の同名の映画（El día que me quieras）のテーマであり、テリグ・トゥッチ (Terig Tucci) が編曲を担当した。
なお、1935年6月24日、ガルデルとレ・ペラは、どちらもコロンビア・メデジンでの飛行機事故で死亡する。
ガルデル自身の歌唱の録音も有名であるが、リベルタ・ラマルケやアルヘンティーノ・ラデスマを始めとするタンゴ歌手はもちろんのこと、トリオ・ロス・パンチョス、フリオ・イグレシアス、いろいろなジャンルの歌手に歌い続けられている。
日本ではNHK教育テレビの番組『スペイン語会話』のエンディングテーマに採用されたこともある。また、森山良子によるカバー（歌詞は森山による和訳）が2013年1月から3月にかけてNHK『ラジオ深夜便』で「深夜便の歌」としてオンエアされ、同時期に森山のアルバム『Ryoko Classics』にも収録された。